# Alan Arkin

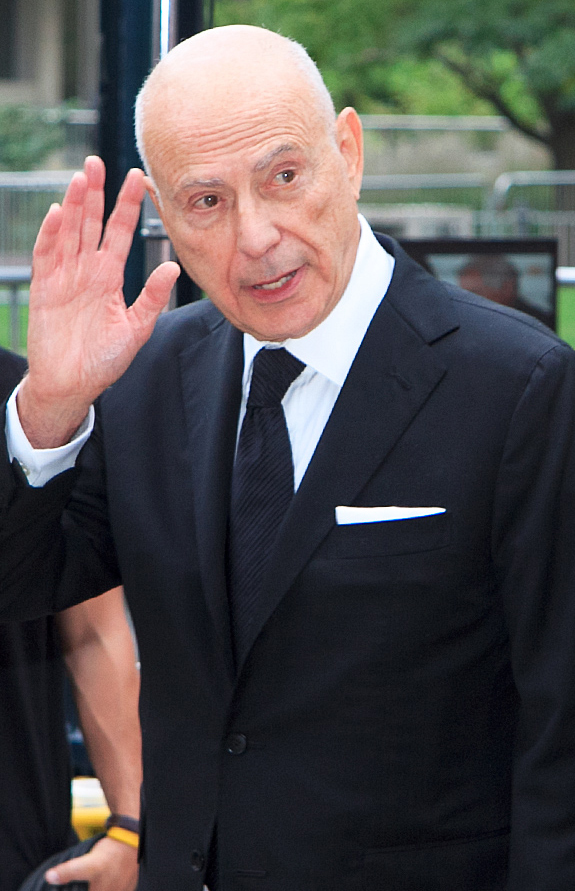
Alan Arkin, 2012.

Alan Wolf Arkin, född 26 mars 1934 i Brooklyn i New York, död 29 juni 2023 i Carlsbad, Kalifornien, var en amerikansk skådespelare, regissör, manusförfattare och även författare av böcker. Han var far till skådespelaren Adam Arkin.

## Biografi
Arkin började som sångare i en folkmusikgrupp och blev sedan medlem i The Second City Satirical Group of Chicago. Redan vid sin Broadwaydebut 1963 i Enter Laughing gjorde han stor succé. 
Alan Arkin var först och främst komiker men visade även prov på dramatisk talang, bland annat som döv i Hjärtat jagar allena (1968). Samma år spelade han kommissarie Clouseau i den tredje filmen om denne, då Peter Sellers avstod från att medverka.
Vid Oscarsgalan 2007 tilldelades Alan Arkin en Oscar för bästa manliga biroll för sin roll i filmen Little Miss Sunshine.

## Filmografi i urval
- 1966 – Ryssen kommer! Ryssen kommer!
- 1967 – Nattens ögon
- 1968 – Hjärtat jagar allena
- 1968 – Kommissarie Clouseau
- 1970 – Moment 22
- 1974 – Ursäkta, här kommer snuten!
- 1979 – Trollkarlen från Lublin
- 1982 – Den sista enhörningen (röst)
- 1985 – Läkarskolan
- 1987 – Flykten från Sobibór
- 1990 – Edward Scissorhands
- 1990 – Havanna
- 1991 – Rocketeer
- 1993 – Indiansommar
- 1997 – Även en lönnmördare behöver en träff ibland
- 1997 – Gattaca
- 2001 – America's Sweethearts
- 2003 – The Pentagon Papers
- 2006 – Little Miss Sunshine
- 2006 – Firewall
- 2007 – Utlämnad
- 2008 – Get Smart
- 2009 – Marley & jag
- 2011 – Mupparna
- 2012 – Argo
- 2013 – Burt Wonderstone
- 2013 – Grudge Match
- 2014 – Million Dollar Arm
- 2004 – Ängel i New York
- 2015 – Love the Coopers
- 2019 – Dumbo

## Teater

### Regi
| År   | Produktion   | Upphovsmän                   | Teater                              |
| ---- | ------------ | ---------------------------- | ----------------------------------- |
| 1986 | Room Service | Allen Boretz och John Murray | Union Square Theatre, New York, USA |